# Université de Ruse
L'université de Ruse Angel Kanchev est une université publique située à Roussé, en Bulgarie.

## Histoire
L'établissement obtient le statut d'université et prend le nom d'université de Ruse Angel Kanchev en 1995.

## Facultés
L'université est composée de huit facultés:
- Faculté d'agronomie et d'industrie;
- Faculté de santé publique et soins;
- Faculté de droit;
- Faculté de transport;
- Faculté de commerce et de management;
- Faculté de génie électrique, électronique et automatisation;
- Faculté de génie mécanique et production[4]